# Endoxyla biarpiti
Endoxyla biarpiti is een vlinder uit de familie van de Houtboorders (Cossidae). De wetenschappelijke naam van deze soort is voor het eerst voorgesteld als Xyleutes biarpiti door Norman Tindale in een publicatie uit 1953.

## Verspreiding
De soort komt voor in Zuid-Australië.

## Waardplanten
De rups leeft op Zygophyllum fruticulosum (Zygophyllaceae).